# 浜田光正
- 濱田光正

浜田 光正（はまだ みつまさ、1938年7月23日 - ）は日本の騎手（国営競馬、日本中央競馬会）、調教助手（日本中央競馬会）、調教師（日本中央競馬会）。
2009年に定年のため引退し、2012年現在は競馬評論家。栗東トレーニングセンター所属であった。
JRAにおける表記では浜田となっているが、濱田が正しい。

## 略歴
東京都荒川区の千住大橋付近で生まれる。競馬との出会いは1951年の東京優駿（日本ダービー）を父の友人である馬主に招待され観戦したことによるという。トキノミノルが優勝したこのレースを見たことをきっかけに騎手を目指すようになり、その馬主の紹介で18歳のときに騎手見習いとなった。
1957年3月1日に騎手免許を取得し、東京競馬場の内藤潔厩舎所属でデビューした。同年に騎手デビューした同期には、武邦彦や増沢末夫、大久保正陽らがいる。
しかし、2勝を挙げたあとに肺と腎臓を患って入院。1年の闘病生活の末に回復したが、日本中央競馬会によって騎手免許更新を拒否されて1959年に調教助手に転身。1963年にふたたび騎手免許を取得した。しかしながら、騎手生活により身体にかかる負担は大きく、ふたたび病に倒れることを懸念した浜田は同年、ふたたび調教助手となった。やがて浜田は所属していた厩舎の調教師・内田繁三の勧めを受け、調教師試験を受験。9度目の挑戦で合格し、調教師となった。
調教師としては1990年代にビワハヤヒデやファレノプシスの活躍で全国区の知名度を得たが、晩年は一時成績が低迷し、メリットシステムの適用を受けて馬房数を削減されたこともある。2009年2月いっぱいで定年により引退。最晩年は悪性リンパ腫を患い闘病生活を送りながら調教師を続けた。引退後は競馬評論家として中日スポーツ・東京中日スポーツ紙上にて評論活動（日曜日の紙面のみ登場）を行っている。

## 人物
大変優しい人柄。ビワハヤヒデが活躍していた時期、ビワハヤヒデのぬいぐるみを胸に抱えながらインタビューに答えるなど、馬のことが好きで好きでたまらない性格が窺える。
騎手はおもに石山繁と渡辺薫彦を起用することが多かった。若手騎手を我慢強く起用する傾向があった。一時上村洋行を主戦騎手として起用していたが2007年になってから乗せなくなってしまった。勝負所では武豊を起用することもあった。かつては田原成貴や熊沢重文を主戦騎手としていた。

## 調教師成績
| 通算成績 | 1着 | 2着 | 3着 | 出走数 | 勝率 | 連対率 |
| -------- | --- | --- | --- | ------ | ---- | ------ |
| 平地     | 325 | 332 | 308 | 4432   | .073 | .148   |
| 障害     | 27  | 15  | 23  | 177    | .153 | .237   |
| 計       | 252 | 347 | 331 | 4609   | .076 | .152   |

|            | 日付          | 競走名                 | 馬名             | 頭数 | 人気 | 着順 |
| ---------- | ------------- | ---------------------- | ---------------- | ---- | ---- | ---- |
| 初出走     | 1984年3月10日 | -                      | ピカソボーイ     | -    | -    | 5着  |
| 初勝利     | 1984年5月27日 | -                      | ピカソボーイ     | -    | -    | 1着  |
| 重賞初出走 | 1984年9月23日 | 函館3歳S               | ダイナシャンティ | 16頭 | 14   | 15着 |
| 重賞初勝利 | 1985年12月8日 | ラジオたんぱ杯3歳牝馬S | ダイナカンパリー | 11頭 | 4    | 1着  |
| GI初出走   | 1985年11月3日 | エリザベス女王杯       | サイコーロマン   | 20頭 | 18   | 16着 |
| GI初勝利   | 1993年11月7日 | 菊花賞                 | ビワハヤヒデ     | 18頭 | 1    | 1着  |

## 代表管理馬
太字はGI競走
- アイドルマリー（1988年デイリー杯3歳ステークス）[5]
- ビワハヤヒデ（1992年デイリー杯3歳ステークス、1993年菊花賞[6]、神戸新聞杯、1994年天皇賞（春）[7]、宝塚記念[8]、京都記念、オールカマー）
- ビワハイジ（1995年阪神3歳牝馬ステークス[9]、札幌3歳ステークス、1998年京都牝馬特別）
- ファレノプシス（1998年桜花賞[10]、秋華賞[11]、ローズステークス、2000年エリザベス女王杯[12]）
- サイコーキララ（2000年報知杯4歳牝馬特別[13]）

## 表彰
- 厩舎関係者表彰
  - 優秀調教助手賞 - 1974年[14]
  - 優秀調教師賞（関西） - 1985年

## おもな厩舎所属者
- 石山繁（騎手）
  - 石山は2007年にレース中の落馬事故で意識不明となり、浜田も大変なショックを受けたという。その後数か月にわたる懸命の治療により意識の回復への兆候が見られたことで石山の妻が「浜田先生が声をかければ夫は目を覚ますかもしれない」と申し出たため、浜田はベッドの石山に向かって「コラ石山!いつまで寝てるんだ!早く起きろ!」と一喝、すると石山は本当に目を覚まし、意識を取り戻したという（のちに石山はリハビリ後に退院した）。もちろん浜田はこのことに大喜びだった。しかし石山はレースへの復帰を果たすことなく、浜田の定年引退と同じ2009年2月いっぱいで騎手を引退した。
- 清水久詞（調教助手）